# チェルヌイフ彗星
チェルヌイフ彗星（英語: 101P/Chernykh）は、1977年8月19日にニコライ・チェルヌイフによって発見された周期彗星である。核の直径は5.6 km。
1992年の回帰で、チェルヌイフ彗星が分裂しているのが観測された。NASAのJPLの研究者、Zdeněk Sekanina（英語版）は、1991年4月中旬に太陽まで3.3 au近づいた際に分裂したと結論付けた。